# Infomaker
Infomaker Scandinavia AB är ett teknikbolag med inriktning mot tidnings- och medieföretag.  Bland deras kunder finns flera av Nordens dagstidningar. Det redaktionella systemet Newspilot är en av Infomakers huvudprodukter.

## Historia
2009 genomförde Apple en kartläggning av svenska dags-, kvälls- och gratistidningar för att bland annat ta reda på vilka system som används för webb, redaktion, annons och video. Undersökningen visade på att Infomaker dominerar marknaden för redaktionella system. 
Infomaker samarbetar med organisationer som Apple, MySQL, Oracle, Adobe, Quark, Escenic, Ifra, Binuscan, Callas, Fotoware, Mactive, Gothia, och Camedia. Ett drygt 70-tal av Sveriges tidningar är Infomakers kunder och infomaker har också etablerat sig i Norge och Finland. 
2009 listades Infomaker som ett Superföretag av tidningen Veckans Affärer

Med produkter som Pickup, AdStream, Newspilot, XLibris och AutoPrint levererade Infomaker olika typer av lösningar för tidningsproduktion, arkiv, webben, flerkanalspublicering och e-tjänster av olika slag. De flesta av Infomakers system finns för både Mac och PC.